# Morelia (Caquetá)
Pour les articles homonymes, voir Morelia.
Morelia (ou plus simplement Milán) est une municipalité située dans le département de Caquetá, en Colombie.